# Clerota sticheri
Clerota sticheri är en skalbaggsart som beskrevs av Alexis och Delpont 1998. Clerota sticheri ingår i släktet Clerota och familjen Cetoniidae. Inga underarter finns listade i Catalogue of Life.